# Eutin
Informații suplimentare: Eutin (albumină)
Eutin este un oraș din nordul Germaniei, capitală a districtului rural (Kreis) Ostholstein din landul Schleswig-Holstein.

## Personalități marcante
- Axel Prahl, actor și muzician german
- Pavel Keller (1883 - 1980), ofițer al Marinei Imperiale Ruse (submarinist, captain de rangul I) și apoi ofițer al Forțelor Terestre Române (colonel de informații), născut în Vilnius, stabilit în Germania, după 1955, a decedat în Eutin.